# 東鶉站

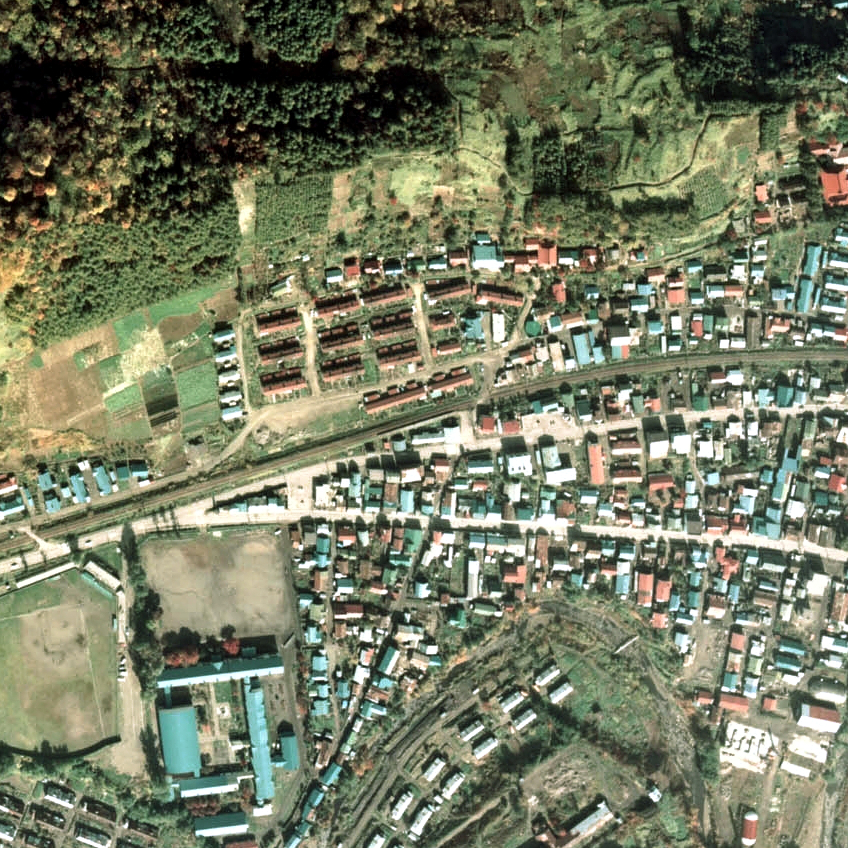
1976年的東鶉站與方圓500米範圍。左邊是砂川方向。

東鶉站（日语：／ Higashi-Uzura eki */?）是位於北海道空知郡上砂川町字鶉，北海道旅客鐵道（JR北海道）的函館本線上砂川支線車站（廢站）。隨著上砂川支線全線廢線，車站在1994年（平成6年）5月16日廢除。

## 歷史
隨著引入柴油列車，上砂川町和三井礦山各負擔部分建設費用，興建了此站。
- 1959年（昭和34年）12月18日：國有鐵道函館本線（上砂川支線）的東鶉站啟用。當時為旅客車站。
- 1960年（昭和35年）7月：成為無人車站[2]。
- 1987年（昭和62年）4月1日 - 伴隨國鐵分割民營化，車站由北海道旅客鐵道（JR北海道）營運。
- 日時不詳[注 1]：結束簡易委託，完全成為無人車站。
- 1994年（平成6年）5月16日 - 上砂川支線全線廢除，此站也廢除。

### 站名的由來
車站名稱取自所在地方的東邊，因此冠上了「東」字。

## 車站構造
截至車站廢除前，此站是地面車站，設有1面1線的單式月台。月台位於路軌南邊（上砂川方向的列車會開啟右邊車門）。月台靠近上砂川一方設有斜道，連接平交道和站外道路。
此站是無人車站。沒有車站大樓和候車室。在成為簡易委託車站，站內還有售票業務（從1962年（昭和37年）8月發行的車票中可確認）。

## 使用狀況
- 在1981年度（昭和56年度），1日平均上下車人次為16人[4]。
- 在1992年度（平成4年度），1日平均上下車人次為4人[5]。

## 車站周邊
- 上砂川町公所 - 靠近上砂川站一方
- 北海道道115號蘆別砂川線（日语：北海道道115号芦別砂川線）
- 北海道中央巴士（日语：北海道中央バス）「東鶉」巴士站

## 現況
截至1997年（平成9年），車站遺址已經沒有痕蹟，截至2010年（平成22年）也是同樣。

## 相鄰車站
北海道旅客鐵道
函館本線（上砂川支線）
鶉－東鶉－上砂川

## 注腳